# Lamprophaia
Lamprophaia és un gènere d'arnes de la família Crambidae.

## Taxonomia
- Lamprophaia albifimbrialis (Walker, 1866)
- Lamprophaia mirabilis Caradja, 1925